# Blauertsche Bänder
Als blauertsche Bänder (nach Jens Blauert), richtungsbestimmende Bänder oder richtungsbestimmende Frequenzbänder bezeichnet man in der Psychoakustik die akustischen Frequenzbereiche, die für das menschliche Richtungshören in der Medianebene (vorn, oben, hinten …) wichtig sind.

## Grundlagen
Wird bei einer vorn positionierten Schallquelle in einem dieser Bänder der Schallpegel gegenüber anderen Frequenzbereichen angehoben, so kann daraus das Gehör die Information entnehmen, ob der Schall virtuell von vorn, von oben oder von hinten kommt.
Die Abbildung zeigt die frequenzabhängige relative Angabehäufigkeit von Versuchspersonen. Darin ist z. B. zu erkennen, dass die Richtung „hinten“ am sichersten, nämlich mit über 80-prozentiger Wahrscheinlichkeit, im Frequenzbereich um 1 kHz erkannt wird.

## Lokalisation in der Medianebene
Die zahlreichen Erhöhungen und Vertiefungen des Außenohrs stellen zusammen mit dem Gehörgang ein akustisches Resonatorsystem dar, das abhängig von der Schalleinfallsrichtung angeregt wird. Somit entsteht ein richtungsabhängiger Filter, dessen spektrale Maxima und Minima von der Einfallsrichtung des Schalls abhängen. Sie werden vom Gehör ausgewertet und daraus die Richtungen vorn, oben, hinten abgeleitet. Diese Lokalisation in der Medianebene ist mit einer Lokalisationsschärfe von etwa 10° allerdings erheblich ungenauer als z. B. die horizontale Lokalisation über Laufzeit- und Pegeldifferenzen zwischen beiden Ohren mit 1°.

## Tontechnik
Die durch die Blauertschen Bänder hervorgerufenen richtungsabhängigen Verfärbungen des Klangs kann man elektronisch simulieren und damit den Höreindruck erzeugen, der Schall käme von vorn, oben, hinten oder unten. Dieses funktioniert jedoch nur bei Klanggemischen, die dem Hörer vertraut sind. Bei Aufnahmen in Kunstkopf-Stereofonie sind die Verfärbungen und mit ihnen die Lokalisationsinformationen ohnehin enthalten.
Bei der Lautsprecherstereofonie (also in der Horizontalebene) können die originalen richtungsbestimmenden Bänder v (vorn), h (hinten) und o (oben) der Medianebene problemlos in zwei richtungslose Hörempfindungen „präsent“ und „diffus“ umgedeutet werden. Das ist auch für Equalizer-Einstellungen der Sound-Bearbeitungen bei der Stereofonie und beim Raumklang von breitbandigen Signalen beachtenswert. Dabei ist:
- vorn v = im Klang präsent, nah, direkt, vordergründig – Dies ist durch Anheben der Frequenzen 300 bis 400 Hz und 3 bis 4 kHz sowie durch Absenken von Frequenzen um 1 kHz erreichbar.
- hinten h (und oben o) = im Klang diffus, entfernt und räumlich – Dieses ist durch Anheben der Frequenzen um 1 kHz erreichbar.

Bekannt ist in der Tontechnik das „Entmulmen“ des Klangs mit dem „Badewannenfilter“, bei dem um 1 kHz, also etwa in der Spektrummitte, breit (Q = 0,6 bis 1,4) um bis zu 6 dB abgesenkt wird. Dadurch wird eine gewisse Deutlichkeit und Vordergründigkeit im Klang erreicht. Auf diese Art wird manchmal auch ein Hi-Fi-Klang z. B. bei der Lautsprechervorführung vorgegaukelt.